# Vomécourt-sur-Madon
Vomécourt-sur-Madon é uma comuna francesa na região administrativa do Grande Leste, no departamento de Vosges. Estende-se por uma área de 3.53 km². Em 2010 a comuna tinha 73 habitantes (densidade: 20,7 hab./km²).